# Ivan F. Simpson
Ivan Freebody Simpson (4 de febrero de 1875 – 12 de octubre de 1951) fue un actor teatral y cinematográfico escocés.

## Biografía
Su nombre completo era Ivan Freebody Simpson, y nació en Glasgow, Escocia. Siendo joven se mudó a Nueva York, Estados Unidos, ciudad en la que trabajó a lo largo de cuatro décadas, desde 1906 hasta su muerte, como actor teatral en el circuito de Broadway. En 1915 inició su trayectoria en el cine mudo, actuando en destacadas cintas como The Green Goddess (1923), en la que interpretó a Mister Watkins. Él repitió el papel en la versión sonora de la película. Otro de sus papeles destacados fue el de Hugh Myers en Disraeli (1929), película en la cual trabajó junto a su buen amigo George Arliss, con el cual actuó en un total de siete producciones.
Especialmente en los años 1930, Simpson fue un actor de carácter con éxito, interpretando muchos pequeños papeles de reparto en numerosos clásicos cinematográficos. A menudo encarnaba a personal de servicio, como fue el caso del film de MGM David Copperfield y la cinta de horror La marca del vampiro. También interpretó a religiosos en Little Lord Fauntleroy y en Niebla en el pasado, a jueces, como en el caso de  Esta tierra es mía, o a doctores, como en They All Kissed the Bride. Simpson trabajó con frecuencia en películas de Errol Flynn, entre ellas The Adventures of Robin Hood,  El príncipe y el mendigo y El capitán Blood.
A lo largo de su carrera, Simpson trabajó en más de 100 producciones rodadas en Hollywood, la última de ellas My Girl Tisa, estrenada en 1948. En televisión, participó en cinco series dedicadas al teatro en 1950 y en 1951, año en el que falleció en la ciudad de Nueva York a los 76 años de edad. Fue enterrado en el Cementerio Kensico, en Valhalla (Nueva York). Su hija era la actriz Pamela Simpson (1905-2002).

## Teatro
- 1905 : Lucky Durham, de Wilson Barrett
- 1905 : The Brighter Side, de Alfred Capus, adaptación de Louis N. Parker
- 1905 : The Man who was, adaptación de F. Kinsley Peile a partir de Rudyard Kipling
- 1907 : The Evangelist, de Henry Arthur Jones
- 1909-1910 : Arsene Lupin, de Francis de Croisset y Maurice Leblanc, adaptación
- 1910 : Love among the Lions, escrita y dirigida por Winchell Smith a partir de F. Anstey, con Ernest Cossart
- 1910 : The Speckled Band, de Arthur Conan Doyle
- 1911 : Becky Sharp, de Langdon Mitchell a partir de La feria de las vanidades, de William Makepeace Thackeray, con Henry Stephenson
- 1911 : A Single Man, escrita y dirigida por Hubert Henry Davies, con Mary Boland
- 1912-1913 : Hawthorne of the U.S.A., de James Bernard Fagan, con Douglas Fairbanks y Henry Stephenson
- 1913 : Nan, de John Masefield, con Constance Collier y Henry Stephenson
- 1913 : Shadowed, de Dion Clayton Calthrop y Cosmo Gordon Lennox
- 1913 : Miss Phoenix, de Albert Lee
- 1915 : Inside the Lines, de Earl Derr Biggers, con William Keighley y Lewis Stone
- 1916 : Una mujer sin importancia, de Oscar Wilde, con Lionel Pape
- 1920 : The Charm School, de Alice Duer Miller y Robert Milton, con James Gleason
- 1920-1921 : Rollo's Wild Oat, de Clare Kummer, con J.M. Kerrigan y Roland Young
- 1921 : The Green Goddess, de William Archer, con George Arliss y Ronald Colman
- 1923-1924 : The Green Goddess, de William Archer, con George Arliss y Isobel Elsom
- 1924 : The Way Things happen, de Clemence Dane
- 1924-1925 : Old English, de John Galsworthy, con George Arliss
- 1927 : Julio César, de William Shakespeare, con Harry Davenport, Pedro de Córdoba, Basil Rathbone y Frederick Worlock
- 1927 : The Garden of Eden, adaptación de Avery Hopwood a partir de Rudolph Bernauer y Rudolph Oesterreicher, con Miriam Hopkins, Douglass Montgomery y Alison Skipworth
- 1928 : The Command Performance, de C. Stafford Dickens, con Ian Keith y Jessie Royce Landis
- 1928-1929 : The Perfect Alibi, de Alan Alexander Milne, con Harry Beresford y Leo G. Carroll
- 1930 : A Kiss of Importance, de André Picard y H.M. Harwood, adaptación de Arthur Hornblow Jr., dirección de Lionel Atwill, con Montagu Love y Basil Rathbone
- 1940 : The Male Animal, de James Thurber y Elliott Nugent, escenografía de Herman Shumlin, con Leon Ames, Don DeFore, Elliott Nugent y Gene Tierney
- 1944 : Bright Boy, de John Boruff
- 1944 : Sleep my Pretty One, de Charlie Garrett y Oliver H.P. Garrett
- 1945 : The Barretts of Wimpole Street, de Rudolf Besier, con Brian Aherne y Katharine Cornell
- 1945 : The Secret Room, de Robert Turney, escenografía de Moss Hart, con Frances Dee
- 1946 : Swan Song, de Charles McArthur y Ben Hecht, escenografía de Joseph Pevney
- 1946 : The Haven, de Dennis Hoey a partir de Anthony Gilbert, con Melville Cooper y Dennis King
- 1947-1948 : Antonio y Cleopatra, de William Shakespeare, con Katharine Cornell, Kent Smith, Charlton Heston, Maureen Stapleton, Lenore Ulric, Eli Wallach y Joseph Wiseman
- 1948-1949 : Make Way for Lucia, escrita y dirigida por John Van Druten a partir de Edward Frederic Benson, con Isabel Jeans, Kurt Kasznar y Philip Tonge
- 1949-1950 : César y Cleopatra, de George Bernard Shaw, escenografía de Cedric Hardwicke, con Cedric Hardwicke, Lilli Palmer, Ralph Forbes, Arthur Treacher y Robert Earl Jones

## Selección de su filmografía
- 1916 : Out of the Drifts, de J. Searle Dawley
- 1923 : The Green Goddess, de Sidney Olcott
- 1925 : Miss Bluebeard, de Frank Tuttle
- 1925 : A Kiss for Cinderella, de Herbert Brenon
- 1929 : Disraeli, de Alfred E. Green
- 1930 : Manslaughter, de George Abbott
- 1930 : The Green Goddess, de Alfred E. Green
- 1930 : Old English, de Alfred E. Green
- 1931 : The Millionaire, de John G. Adolfi
- 1931 : Safe In Hell, de William A. Wellman
- 1932 : The Phantom of Crestwood, de J. Walter Ruben
- 1932 : The Man who played God, de John G. Adolfi
- 1932 : The Crash, de William Dieterle
- 1933 : The Past of Mary Holmes, de Harlan Thompson y Slavko Vorkapich
- 1933 : Midnight Mary, de William A. Wellman
- 1933 : The Secret of Madame Blanche, de Charles Brabin
- 1933 : Charlie Chan's Greatest Case, de Hamilton MacFadden
- 1934 : The World moves on, de John Ford
- 1934 : The House of Rothschild, d'Alfred L. Werker
- 1935 : David Copperfield, de George Cukor
- 1935 : La marca del vampiro, de Tod Browning
- 1935 : Mutiny on the Bounty, de Frank Lloyd
- 1935 : El capitán Blood, de Michael Curtiz
- 1936 : Little Lord Fauntleroy, de John Cromwell
- 1936 : Trouble for Two, de J. Walter Ruben
- 1936 : Lloyd's of London, de Henry King
- 1936 : Mary of Scotland, de John Ford
- 1937 : Maid of Salem, de Frank Lloyd
- 1937 :  El príncipe y el mendigo, de William Keighley y William Dieterle
- 1938 : The Baroness and the Butler, de Walter Lang
- 1938 : The Adventures of Robin Hood, de Michael Curtiz
- 1938 : María Antonieta, de W. S. Van Dyke
- 1939 : Made for each over, de John Cromwell
- 1939 : The Sun never sets, de Rowland V. Lee
- 1939 : The Adventures of Sherlock Holmes, de Alfred L. Werker
- 1939 : Rulers of the Sea, de Frank Lloyd
- 1939 : Tower of London, de Rowland V. Lee
- 1940 : The Earl of Chicago, de Richard Thorpe
- 1940 : The Invisible Man Returns, de Joe May
- 1940 : New Moon, de Robert Z. Leonard y W. S. Van Dyke
- 1942 : They all kissed the Bride, de Alexander Hall
- 1942 : Niebla en el pasado, de Mervyn LeRoy
- 1942 : The Male Animal, de Elliott Nugent
- 1943 :  Esta tierra es mía, de Jean Renoir
- 1943 : Bajo sospecha, de Richard Thorpe
- 1944 : Jane Eyre, de Robert Stevenson
- 1944 : The Hour Before the Dawn, de Frank Tuttle
- 1944 : The Uninvited, de Lewis Allen
- 1948 : My Girl Tisa , de Elliott Nugent